# رویکرد طراحی الگوریتم
در طراحی الگوریتم، یک رویکرد برای طراحی الگوریتم ایده یا الگویی کلی و معمول است که در طراحی یک الگوریتم جدید برای حل گسترهٔ وسیعی از مسائل رایانشی قابل استفاده است. مثلاً در رویکرد تقسیم و حل ایدهٔ اصلی نصف کردن مسئله است و این ایده را می‌توان برای حل بسیاری از مسائل استفاده کرد.

## فهرستی از رویکردهای مشهور
- بی‌خردانه
- پسگرد
- شاخه و حد
- حریصانه در مسائل بهینه‌سازی
- تقسیم و حل
- برنامه نویسی پویا در مسائل بهینه‌سازی
- اضافه کردن ورودی‌ها به ترتیب تصادفی
- جاروب خط در حل مسائل هندسی
- برنامه‌نویسی خطی در مسائل بهینه‌سازی
- جستجو و کشف‌ در مسائل بهینه‌سازی